# 法兰克人史

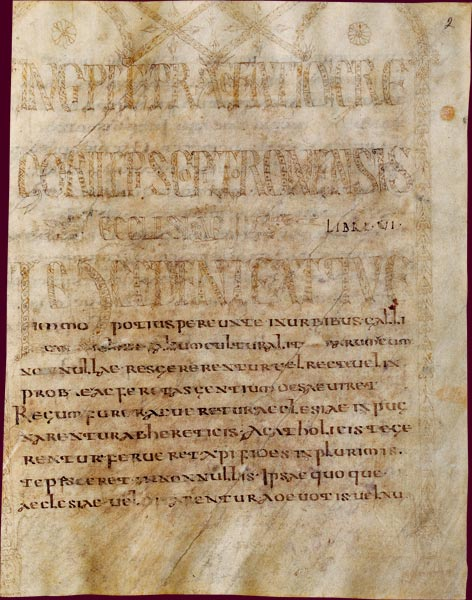
《法蘭克人史》的第一卷至第6卷頁首

《法兰克人史》（拉丁語：Historia Francorum）是6世纪的法兰克王国的一部重要的历史著作，都尔教会主教都爾的額我略所著，在广泛收集史料的基础上写成的，内容十分丰富，有很高的史料价值。
《法蘭克人史》這個名稱是後世所取，原名《歷史十卷》（拉丁語：Decem libros historiarum）。顧名思義，全書共十卷，可以分為三部分：第一卷到第二卷為第一部分，從創世紀寫到511年墨洛溫王朝；第三卷到第六卷為第二部分記載了他所處時代的歷史，從512年到584年，其中也包含他的前輩都爾的瑪爾定的傳記；第七卷到第十卷構成了第三部分，這部分他則記述時事，從584年記載到591年。也就是寫到他的晚年為止。
《法蘭克人史》与《萨利克法典》通常被视为墨洛温王朝早期最重要的两部史料。